# كابتن أمريكا

كابتن أمريكا

كابتن أمريكا (بالإنجليزية: Captain America) هو شخصية بطل خارق خيالية يظهر في المجلات المصورة التي تنشرها مارفل كومكس. الشخصية من تأليف جو سايمون وجاك كيربي. ظهر لأول مرة في كابتن أمريكا كومكس #1 في مارس 1941 ونشرها تايملي كومكس، التي تحولت لاحقاً إلى مارفل كومكس.
كابتن أمريكا صمم ليكون جندي خارق يحب وطنه وغالباً ما يحارب دول المحور في الحرب العالمية الثانية وكان أشهر شخصيات تايملي كومكس خلال فترة الحرب. انخفضت شعبية الأبطال الخارقين بعد انتهاء الحرب وتوقف نشر قصص كابتن أمريكا في 1950. أعادت مارفل كومكس إحياء كابتن أمريكا في 1964 وبقي ينشر منذ ذلك الحين.
يرتدي كابتن أمريكا بدلة بألوان العلم الأمريكي ويحمل درع غير قابل للتدمير تقريبا. الاسم الحقيقي للشخصية في الغالب هو ستيف روجرز (بالإنجليزية: Steve Rogers)، وهو شاب نحيل يعزز إلى ذروة الكمال البشري بفضل مصل تجريبي لكي يساعد حكومة الولايات المتحدة الأمريكية في الحرب العالمية الثانية. قرب نهاية الحرب، يعلق الكابتن في الثلج ويبقى على قيد الحياة بحالة إحياء معلقة حتى يتم إحياؤه في العصر الحديث.
كابتن أمريكا كان أول شخصية من مارفل كومكس تظهر خارج إطار القصص المصورة في الأفلام والمسلسلات. حديثاً، لعب دوره الممثل كريس إيفانز في كابتن أمريكا: المنتقم الأول (2011) والمنتقمون (2012) وكابتن أمريكا: جندي الشتاء (2014) والمنتقمون: عصر ألترون (2015)، وفي فيلم كابتن أمريكا: الحرب الأهلية (2017).
في 2011، آي جي إن وضع كابتن أمريكا في المركز السادس ضمن قائمته بـ«أفضل 100 بطل كتب مصورة»، وفي المركز الثاني ضمن قائمة «أفضل 50 منتقم» في 2012.

## وصلات خارجية
- كابتن أمريكا في ويكي عالم مارفل